# Aquilegia euchroma
Aquilegia euchroma är en ranunkelväxtart som beskrevs av K. H. Rechinger. Aquilegia euchroma ingår i släktet aklejor, och familjen ranunkelväxter. Inga underarter finns listade i Catalogue of Life.